# 繻葛之战
繻葛之战发生在东周周桓王十三年（公元前707年），是春秋時代初期鄭國在繻葛（今河南省長葛市北）大破周室联军的一次反击战役。此战標誌出周王室衰弱、诸侯国興起、不听从天子之命而竞相争霸的局勢。

## 背景
春秋初年，首都东迁到洛邑的周天子虽然名义上仍保留着天子的地位，实际上控制力日益减弱，已无法控制诸侯争霸。
地处中原腹心的郑国这时开始崛起，其开国君主郑桓公是周厉王的庶子，是与王室血缘最近的诸侯。郑桓公将国内民众由关中地区迁到今河南省鄭州市新鄭市一带，大大加强了本国实力。鄭莊公继位后竭力扩充领地，进一步增强郑国实力。他在军事及外交上拉拢齐、鲁两国，打击和削弱卫、宋、陈、蔡四国，灭了许国。
随着郑国的扩张，郑和周天子的矛盾也日渐加深。周平王在位时，发生了周郑交质，周平王的儿子王子狐和郑庄公的儿子公子忽互相作为人质，这从某种意义上代表了周室與諸侯鄭國平等，標誌著周室的等級規制及尊卑關係崩壞。周桓王即位后，对郑庄公的行为反感，剥夺郑庄公的卿士地位，郑庄公因此不去朝觐周桓王。

## 经过
周桓王認為郑庄公的行為无礼，於是在公元前707年秋指挥本国军队及陳、蔡、卫等诸侯军亲征郑国。郑国军队和联军在繻葛相遇。
周桓王将联军分为三军，其中右军由卿士虢公林父指挥，蔡、卫两国军队加入其中；左军由卿士周公黑肩指挥，陈国军队加入其中；中军由桓王亲自指挥。郑军也分为三个部分：郑庄公和原繁、高渠弥等人率领中军，祭仲指挥左方阵，公子曼伯指挥右方阵。交战前郑国公子子元分析陈国正在发生内乱，陈军無心征戰，如果这时先攻击陈军，一定会迅速崩溃；蔡、卫两军实力不强，很容易攻破。因此应该先攻击两翼，然后攻击周朝中军。这个建议被郑庄公采纳。郑国大夫高渠弥则提出使用「鱼丽阵」，将战车排列在阵前，配合步兵则分散配置在战车两侧和后方，使两者协同配合。此阵法也获得同意。战斗果然像子元分析那样，两翼先被攻破，周军大败，祝聃射中周桓王的肩膀。
祝聃请求前去追赶，但郑庄公认为君子不能欺人太甚，何况对方还是周天子，于是就不再追击下去。当晚他委派祭足去周营去慰问负伤的周桓王。

## 结果
周桓王十年后病逝，因为財力不足，無法按天子的排场下葬，棺材摆了七年才入土。郑庄公在前701年去世，之后郑国国力日益衰弱。
繻葛之战实际上反映了东周以后，「礼乐征伐自天子出」已经一去不返。周天子不再有政治上的实权，而且对诸侯已经失去控制。

## 研究资料
- 杨宽. . 上海人民出版社. 2003.
- 顾德融、朱顺龙. . 上海人民出版社. 2003.
- 童书业. . 上海古籍出版社. 2003.
- . 中华书局. 2006.
- 军事科学院 主编. . 《中国军事通史》第二卷“春秋军事史” (军事科学出版社). 1998.